# Michael Mind Project
Michael Mind Project war ein deutsches DJ- und Produzentenduo im Bereich der House- und Dance-Musik, das aus Jens Kindervater und Frank Sanders bestand.

## Karriere

### Anfänge und Produktion
Die beiden Produzenten aus Gräfendorf legten anfangs unter dem Pseudonym „Michael Mind“ auf. Ab Ende 2009 veröffentlichen sie ihre Singles als „Michael Mind Project“. Bis zu ihrer Auflösung standen sie beim deutschen Dance-Label Kontor Records unter Vertrag. Für die visuelle Darstellung des Projektes und Videos wurde das Projekt vom Illustrator Bastian Sobtzick, der durch seine Arbeiten für Callejon, Heaven Shall Burn, Apocalyptica, und Rammstein bekannt ist, unterstützt. Neben der Veröffentlichung eigener Singles trat das Duo auch als Remixer und Produzenten für andere Interpreten in Erscheinung.

### 2007: Erste Erfolge
Das Michael Mind Project wurde durch die Idee, den Manfred-Mann’s-Earth-Band-Klassiker Blinded by the Light in einer Dance-Version zu covern, ins Leben gerufen. Aufgrund des Erfolgs der Disco Boys mit einem anderen Hit der Manfred Mann’s Earth Band, For You, wurde zunächst von einer Realisierung des Projekts Abstand genommen. Doch nach der positiven Resonanz des Produzententeams „Sunloverz“ (Frank Sanders und Bernd Johnen) wurde der Track schließlich dann doch von beiden gemeinsam fertig produziert. Blinded by the Light konnte über mehrere Wochen Platz 1 der Dancechart behaupten und erreichte auch die Top-20 der deutschen Single-Charts sowie Rang 51 in Österreich.
Im August 2007 erschien die Nachfolge-Single, Ride Like the Wind, eine neue Version des 1980er Hits von Christopher Cross. Sie war insgesamt 7 Wochen in den deutschen Charts vertreten und konnte bis auf Platz 65 vordringen.
Am 19. Oktober 2007 veröffentlichten sie ihre erste Kompilation, die sie für Kontor Record mixten. Hierauf sind verschiedene Club-Hits von Künstlern aus der ganzen Welt zu finden.

### 2008–2010: Debüt-AlbumMy Mind
Im Jahre 2008 erschien erneut ein Remake. Diesmal coverten sie den Song Show Me Love, der ursprünglich von Robin S. stammt. Er wurde zu einer ihrer erfolgreichsten Titel und erreichte hohe Chartplatzierungen in Deutschland und Österreich.
Im Oktober desselben Jahres veröffentlichten sie ihr Debütalbum. Es trägt den Titel My Mind und enthält neben allen bisher erschienenen Titeln einige wenige Eigenkompositionen und Coverversionen. Das Album konnte jedoch keine Chartplatzierungen erreichen und war deshalb eher weniger populär.
Ihre erste Single im Jahre 2009 trägt den Namen Baker Street und enthält den Gesang und Saxophon-Part des gleichnamigen Lieds von Gerry Rafferty aus dem Jahre 1978. Auch dieser Song war in den Top-100 vieler Länder vertreten. Ihre höchste Platzierung erreichten sie in Frankreich mit Platz 11.
Ihre zweite Single im Jahr 2009 trägt den Titel Love’s Gonna Get You. Sie erschien im Mai 2009, konnte aber erst im Juni die Charts erreichen. Es ist eine weitere Coverversion. Das Original stammt von Bizarre Inc aus dem Jahr 1992. Hier wirkte erstmals die Sängerin Caroline von Brünken mit, die seitdem etliche Lieder für das Michael Mind Project sang.
Am 28. August 2009 wurde die Single Gotta Let You Go veröffentlicht. Dieser Titel ist wieder eine Coverversion. Er erschien erstmals 1994 von Dominica. Dieser Song konnte sich nur in den deutschen Charts platzieren. Bei diesem Song wirkte der Rapper Old Silverback mit, der auch bis heute bei vielen Songs die Rap-Parts übernimmt.

### Umbenennung in „Michael Mind Project“
Zur Veröffentlichung der Single How Does It Feel im Jahre am 27. November 2009 wurde „Michael Mind“ in „Michael Mind Project“ umbenannt. Mit dem Zusatz „Project“ sollte der Fantasiename betont werden, denn durch die Ähnlichkeit eines Solo-Projekts-Pseudonym und dem wenigen Erscheinen von Sanders auf CD-Covern oder bei Auftritten, wurde davon ausgegangen, dass Michael Mind ein Solo-Projekt ist. How Does It Feel war der erste Vorbote des 2013 erschienenen Albums State of Mind. Der Titel hielt sich vorerst drei Wochen in den Deutschen Single-Charts, stieg aber 2010 wieder ein. Ihre Top-Platzierung war Rang 67.
Feel Your Body erschien am 16. April 2010. Hier wirkte neben den Rap-Einlagen von Old Silberback erstmals die Sängerin Caroline Von Brünken mit. Auch diese Single war 4 Wochen in den Charts und erreichte Platz 67. Der Song ist die erste Eigenkomposition.
Mit dem Titel Delirious präsentierte das Aachener Produzenten-Duo im Jahre 2010 erneut eine Eigenkomposition als Single. An der Produktion beteiligt waren die US-Amerikanerin Many Ventrice (auch bekannt durch ihre Songs mit Ian Carey, Rick Ross feat. Kanye West), welche die Lead-Vocals sang und Carlprit (auch bekannt durch Cascadas Evacuate the Dancefloor), welche die Rap-Teile übernahm. Das Singlepaket umfasst neun verschiedene Mixes, welche unter anderem der deutsche DJ Homeaffairs und der französische DJ Chris Kaeser beisteuerten.
Hook Her Up erschien am 19. November 2010 und enthält wieder Vocals von Caroline Von Brünken und Old Silverback. Der Song wurde allerdings nur als Promo-Single herausgebracht und erschien nur digital. Diese und die Single Delirios veröffentlichten sie, aufgrund einer kurzen Trennung von Kontor Records ohne Plattenlabel.

### 2011
Am 6. Mai 2011 wurde Ready or Not als Single veröffentlicht. Ready or Not stieg bis auf Platz 55 der Deutschen Charts, wo er 3 Wochen verweilte. Ebenso wurde die Single in Deutschland zum offiziellen Fußball-Song der Frauenfußball-Weltmeisterschaft.
Die Single Rio de Janeiro erschien am 4. November 2011. Der Song erreichte im September 2011 die Top-60 der deutschen Single-Charts.

### 2012: Erste Erfolge in der Schweiz mitFeeling So Blue
Im Februar veröffentlichte der amerikanischen Sänger Jason Derulo den Song Breathing als Single, der vom Michael Mind Project produziert und geremixt wurde.
Im Sommer 2012 erschien die Single Feeling So Blue, bei welcher Dante Thomas als Gastmusiker mitwirkte. Der Song benutzt einen Sample des 1999er Hits Blue (Da Ba Dee). Feeling So Blue wurde auf der Kontor Top of the Clubs Vol. 55 - Kompilation vorgestellt. Die Single konnte sich in der oberen Hälfte der Deutschen, Österreichischen und Schweizer Charts platzieren.
Am 14. September 2012 erschien die nächste Single mit Dante Thomas. Der Song trägt den Namen Nothing Lasts Forever und wurde wieder auf einer Kontor-Kompilation vorgestellt. Auch dieser Song wurde zu einem großen Hit. In Deutschland konnte die Single für drei Wochen Platz 40 erreichen. In Österreich stieg der Song bis auf Rang 34 und in der Schweiz bis auf Platz 26.

### 2013: zweites AlbumState of Mind
Ihre 15. Single Antiheroes erschien am 7. Dezember 2012. Die Stimme des Songs lieferte Andreas Öhrn. Der Song stieg bis auf Platz 78 der Deutschen und Platz 64 der Österreichischen Charts. Zudem gaben sie in einem Preview des Songs bekannt, dass sie ein Album veröffentlichen werden.
Am 4. Januar 2013 veröffentlichten sie ihr zweites Album State of Mind. Dieses Studioalbum wurde im Gegensatz zu My Mind ein großer Erfolg. Das Album stieg bereits eine Woche nach der Veröffentlichung in die Top 100 von Deutschland und Österreich. Gleichzeitig erschien die Single Give Me Love, die zusammen mit Birk Storm aufgenommen wurde. Jedoch konnte die Single keine Chartplatzierung erreichen.
Am 15. März 2013 veröffentlichten sie mit Unbreakable ihre nächste Single. Das Musikvideo dazu wurde in L.A. gedreht. Gleichzeitig mit Unbreakable erschien eine neue Version des Songs Razorblade, zusammen mit X-Factor-Kandidatin Lisa Aberer. Beide Veröffentlichungen konnten keinen Charteintritt erlangen.
Am 28. Juni 2013 erschien die neue Single mit dem Titel One More Round in Zusammenarbeit mit dem Rapper TomE, bekannt durch DJ Antoines Single Bella Vita und dem Kanadischen Sänger Raghav, der durch Singles wie So Confused oder Angel Eyes Bekanntheit erlangt hat. Es war die erste Single, die nicht auf dem Album State of Mind enthalten ist. Bereits nach einer Woche stieg der Song in die Deutschen, Österreichischen und Schweizer Single-Charts ein. Besonders in der Schweiz entwickelte sich der Track zu einem Hit.

### 2014:Show Me Love (Official Festival Mix)undIgnite
Im März des Jahres 2014 veröffentlichte das Duo einen neuen Remix des Songs Show Me Love von Robin S aus dem Jahre 1993. Bereits im Jahre 2008 landeten sie mit einer Neuaufnahme des Liedes einen Hit. Auf ihrem 2013 veröffentlichten Album State of Mind war eine 2k13-Version von Show Me Love vorhanden, mit der sie hoch in den Dance-Charts vertreten waren. Nun mixten sie das Lied im Big-Room-Stil neu ab. Verglichen wird der Stil dieses Remixes mit den Club-Hits Animals von Martin Garrix oder Tsunami von Dvbbs und Borgeous. Erstmals vorhanden war der Track auf der Kontor Top of the Clubs Vol. 62. Das Label Kontor Records stellte das Lied bereits eine Woche vor der offiziellen Veröffentlichung auf iTunes zum Download bereit. Bereits kurz nach dem Einstieg erreichte das Lied auch die offiziellen Single-Charts und konnte eine erstmalige Platzierung in den Schweizer Charts verbuchen.
Nachdem sie für das The Russ-Festival den Song Supabæss produzierten, der ähnlich wie Show Me Love dem Big-Room-Stil entsprach, gab das Duo Ende Mai 2014 bekannt, dass am 4. Juli 2014 ein neuer Track mit dem Namen Ignite erscheinen wird. Bereits am 19. Juni 2014 wurde das Lied auf der Kontor Kompilation Kontor Top of the Clubs Vol. 63 auf iTunes zum Verkauf freigegeben. Gesungen wird das Lied von Andreas Öhrn, dem Sänger des schwedischen Musikprojekt Gravitonas. Öhrn wirkte bereits bei der Single Antiheroes des Michael Mind Projects mit. Ende des Jahres 2014 produzierten und mixten sie das Lied Scared der britischen Sängerin Amanda Wilson. Der Track erschien am 23. Oktober 2014 über Kontor Records.
Seit Anfang 2015 ist es um das Projekt sehr still geworden. Grund dafür war unter anderem die Gründung des Projekts M-22 von Sanders gemeinsam mit Matt James und dessen Erfolg mit der Single Good To Be Loved. Dennoch erschien am 7. August 2015 ein Zusammenschnitt ihrer größten Hits als sogenannter Megamix. Darunter waren die Lieder Blinded by the Lights, Baker Street und Feeling so Blue. Dieser wurde auf der Kontor Summer Jam 2015 zum Download freigegeben und stieg auch hoch die deutschen iTunes-Charts ein. Kurz darauf wurde offiziell die Trennung des Duos bekanntgegeben. Als Grund wurden Streitigkeiten genannt.

## Diskografie
Studioalben

| Jahr | Titel Musiklabel             | Höchstplatzierung, Gesamtwochen, AuszeichnungChartplatzierungen (Jahr, Titel, Musiklabel, Platzierungen, Wochen, Auszeichnungen, Anmerkungen) | Höchstplatzierung, Gesamtwochen, AuszeichnungChartplatzierungen (Jahr, Titel, Musiklabel, Platzierungen, Wochen, Auszeichnungen, Anmerkungen) | Höchstplatzierung, Gesamtwochen, AuszeichnungChartplatzierungen (Jahr, Titel, Musiklabel, Platzierungen, Wochen, Auszeichnungen, Anmerkungen) | Anmerkungen                            |
| Jahr | Titel Musiklabel             | DE | AT | CH | Anmerkungen                            |
| ---- | ---------------------------- | --- | --- | --- | -------------------------------------- |
| 2008 | My Mind Kontor Records       | — | — | — | Erstveröffentlichung: 24. Oktober 2008 |
| 2013 | State of Mind Kontor Records | DE53 (3 Wo.)DE | AT43 (3 Wo.)AT | — | Erstveröffentlichung: 4. Januar 2013   |